# Tomás Falkner
Thomas Falkner (Mánchester, Inglaterra, 6 de octubre  de 1702–Plowden Hall, Shropshire, Inglaterra, 30 de enero de 1784), ocasionalmente citado como Tomás Falconer, fue un sacerdote jesuita, misionero, médico, etnólogo y explorador inglés que acopió gran cantidad de información sobre los indígenas, la fauna, la flora y los accidentes naturales del actual territorio de Argentina, donde permaneció casi cuarenta años.

## Formación

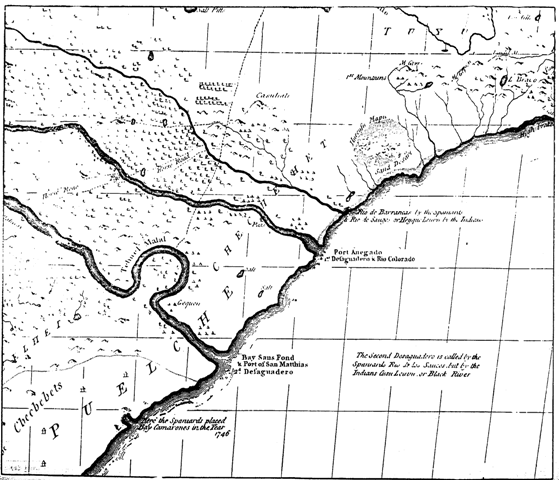
Mapa de Falkner, 1772 (detalle). Desembocadura del Río Negro.

Thomas Falkner nació en Mánchester, Inglaterra, el 6 de octubre de 1702, en un hogar calvinista. Hizo sus primeros estudios en su ciudad natal, y luego, siguiendo los pasos de su padre, estudió medicina en la Universidad de Saint Andrews de Escocia. Allí, Falkner fue alumno del prestigioso anatomista Richard Mead, y, según algunas fuentes, de Isaac Newton.
Poco después de terminar sus estudios, la Royal Society de Londres lo comisionó para que pasara al Río de la Plata y estudiara las propiedades medicinales de las plantas de América. Gracias a la amistad con un capellán, se empleó como médico de a bordo en un barco dedicado al tráfico de esclavos y así, tras pasar por Guinea, llegó a Buenos Aires, hacia 1730. La ciudad, que dependía del Virreinato del Perú, tenía por entonces unos 10 000 habitantes.
Poco después, en ocasión de caer gravemente enfermo, Falkner traba relación con un sacerdote de la Compañía de Jesús, quien lo socorrió y, con el tiempo, logró hacerle abjurar del calvinismo. Dos años después ingresó en la orden de los jesuitas y tomó sus primeros votos en Córdoba, sede del noviciado de la Provincia Jesuítica del Paraguay. Por indicación de sus superiores estudió lógica, filosofía y teología. En 1738 hizo renuncia de sus bienes, y al año siguiente se ordenó sacerdote. Luego, durante tres años, se preparó como misionero. Durante su estadía en Córdoba ejerció la medicina, ganando reconocimiento, e instaló la primera botica o farmacia de esa ciudad. Por su prédica la Universidad de Córdoba introdujo cambios en los programas de los cursos de filosofía y ciencias.

## Servicio
Al terminar su preparación Falkner recorrió como misionero y médico, varias provincias. Entre 1740 y 1744 se desempeñó en Santiago del Estero y Tucumán. Luego se lo destinó, con el padre José Cardiel, a fundar misiones o reducciones con la finalidad de evangelizar a los indios de la actual provincia de Buenos Aires, entre 1744 y 1747. La fundación de Nuestra Señora del Pilar, la segunda de las Misiones jesuitas de la Pampa, ubicada en la actual Sierra de los Padres, cerca de Mar del Plata, contaba con el apoyo del cacique Felipe Yahatí, pero debió abandonarla en 1751 cuando los pampas arreciaron con sus malones al levantarse  contra Buenos Aires.
Ese año Falkner pasó a San Miguel de Carcarañá, en Santa Fe, donde encontró restos fósiles de un gliptodonte, que estudió y describió. Este fue el primer hallazgo paleontológico registrado en el actual suelo de Argentina.
En 1754 volvió a Córdoba, donde entre 1756 y 1767, enseñó matemática en la la Docta. A él se debió en 1764, la fundación de la cátedra respectiva en la Universidad.
Fuera del ámbito universitario, tuvo una vasta actuación como médico y botánico. En esa ciudad mediterránea lo sorprendió la expulsión de los jesuitas. En junio de 1767 fue apresado y enviado al destierro, junto a otros cuarenta miembros de su orden, por aplicación de un decreto de las políticas regalistas del Conde de Aranda, ministro del rey Carlos III de España. Fue enviado a Cádiz, España, de donde pasó a Italia y finalmente a Inglaterra. En su tierra natal se incorporó a la Provincia inglesa de la Compañía de Jesús, prestando servicios de capellán en varias casas de la nobleza.

## Trascendencia
En Inglaterra, Falkner, en 1774, a los 72 años, dio a conocer su obra Descripción de Patagonia y de las partes adyacentes de la América meridional, de carácter etnográfico, que escribió en gran medida basado en su memoria. En esa obra incluyó un mapa que actualizaba el conocimiento geográfico de la época; también contiene indicaciones claras y precisas sobre las ventajas de ocupar la Patagonia. La publicación despertó ansias de dominio en algunos gobiernos de Europa. Esto movió a la Corona española a fundar en 1779 el fuerte de Carmen de Patagones.
Más tarde, en 1778, presentó Acerca de los Patagones, una obra que luego sería traducida por el padre Guillermo Furlong y publicada en Argentina recién en 1956. 
Al momento de su muerte, el 30 de enero de 1784, Falkner había preparado otros cuatro volúmenes de dos obras que quedaron inéditas: Observaciones botánicas y de mineralogía de productos americanos y un Tratado de enfermedades europeas curadas con drogas americanas.
En Argentina, el Lago Falkner, en la Patagonia, y el gran cerro que domina este lago, fueron nombrados en su honor.